# 장마 (드라마)
《장마》는 1982년 6월 19일에 방영된 TV문학관이다.

## 줄거리
건지산 아래의 어느 농가. 전쟁은 농가에 사는 평범한 여러 사람들을 끊임없이 괴롭힌다. 삼촌(송종원)이 빨치산이 되어 지리산으로 숨어든 뒤, 소년 동만(조인표)의 집은 경찰의 사찰대상이 되는데...
유현목 감독, 황정순, 이대근 주연으로 1979년에 영화화되었던 작품이기도 하다.

## 출연
- 정애란 - 외할머니
- 여운계 - 친할머니
- 권성덕 - 아버지
- 서우림 - 어머니
- 송종원 - 친삼촌
- 민욱 - 외삼촌
- 김형자 - 고모
- 박선희 - 이모
- 조인표 - 동만
- 기정수
- 최주봉
- 오기환
- 이정훈
- 전무송
- 이현두
- 김동완
- 유재필
- 유화춘
- 강정아
- 이현승
- 김선자
- 최성희
- 신철
- 김유신
- 김시욱
- 김정훈
- 안주영
- 김태량